# Faustino Burgos Brisman
Faustino Burgos Brisman C.M. (San Francisco de Macorís, 15 de febrero de 1960) es un obispo católico dominicano. Fue obispo auxiliar de la arquidiócesis de Santo Domingo. Actualmente es obispo de Baní. 

## Biografía

### Formación
Nació el 15 de febrero de 1960 en San Francisco de Macorís, hijo de la señora Polonia Brisman Then (hija de Paulina Then Ortega y de Francisco Antonio Brisman Then), ama de casa, y del señor Mario Burgos y Henríquez (hijo de Carolina Henríquez José y de Pedro Burgos Hernández), funcionario. Tiene 7 hermanos, incluyendo a Carolina Burgos Brisman, directora del recinto de la universidad estatal UASD en Puerto Plata.
Es Licenciado en Filosofía por la Pontificia Universidad Católica Madre y Maestra, y Licenciado en Ciencias Religiosas por el Seminario Pontificio Santo Tomás de Aquino.
Tiene un Diplomado en Estrategias y Administración de Centros Educativos, de la Universidad Autónoma de México.
También realizó un curso de Espiritualidad en el Centro Internacional de Formación San Vicente de Paúl, en París.

### Vida religiosa
Entró en el noviciado de los Padres Paules en 1982.
Fue ordenado presbítero el  30 de mayo de 1987 por Jesús María de Jesús Moya, en la Catedral Santa Ana de la diócesis de San Francisco de Macorís. 
Se ha desempeñado como párroco en las parroquias La Milagrosa y San Vicente de Paúl, ambas en Los Mina, en Santo Domingo, República Dominicana; y en la parroquia La Medalla Milagrosa, en Puerto Príncipe, Haití.  
Ha participado en misiones internacionales en Honduras, asesoría a la Familia Vicentina Latinoamericana durante cuatro años y las misiones nacionales en el sur de la República Dominicana (San Cristóbal, Baní, Azua, Barahona).  
En su ministerio ha ejercido la función de vicario parroquial, párroco, director de seminario, promotor vocacional, director del Colegio San Vicente de Paúl, director del Colegio La Milagrosa y superior provincial (visitador) en tres ocasiones. 
Al momento de su nombramiento episcopal se desempeñaba como vicario parroquial de la Parroquia San Vicente de Paúl de Santurce, Puerto Rico y director de las Hijas de la Caridad de San Vicente de Paul del Caribe, con sede en la Casa Provincial de la Congregación de la Misión, Provincia de Puerto Rico.

## Episcopado

### Obispo auxiliar de Santo Domingo
Como obispo auxiliar, ha sido nombrado vicario episcopal de la Vicaría Territorial Oeste de la arquidiócesis de Santo Domingo. Tuvo a su cargo 809,089 católicos en 27 parroquias subdivididas en dos Zonas Pastorales: Herrera y Los Alcarrizos-Pedro Brand. Cuenta con un equipo de colaboradores compuesto por 32 sacerdotes (12 diocesanos y 20 religiosos), 24 diáconos permanentes y 91 religiosas; además de los catequistas, agentes de pastoral y demás colaboradores de esa Vicaría. Desde el 1 de julio de 2020 funge como Secretario General de la Conferencia del Episcopado Dominicano. En agosto de 2023, fue nombrado Vicario General de la Arquidiócesis de Santo Domingo. 

### Obispo de Baní
Desde el 12 de septiembre de 2023 asumió como Administrador apostólico de la Diócesis de Baní. El Papa Francisco lo nombró obispo de la misma diócesis, el 17 de agosto de 2024.